# J.J. Cale
J.J. Cale, właśc. John Weldon Cale (ur. 5 grudnia 1938 w Oklahoma City, zm. 26 lipca 2013 w La Jolla) – amerykański wokalista, gitarzysta, kompozytor, autor tekstów, producent muzyczny. 
Uznanie zdobył utworami „After Midnight” i „Cocaine”, które rozsławił Eric Clapton. Jego muzyka wywarła wpływ m.in. na Marka Knopflera z Dire Straits. 
Występował m.in. z Neilem Youngiem, Artem Garfunkelem. Najbardziej znane i cenione utwory artysty, to oprócz dwóch wspomnianych wcześniej: „Slow Motion”, „Call Me the Breeze”, „Sensitive Kind”, „Call the Doctor”, „Super Blue”, „Reality”, „Let Me Do It to You”, „Bringing It Back”, „Magnolia”, „Changes”. 
Tytuł albumu To Tulsa and Back jest nawiązaniem do początków kariery artysty, bowiem debiutował w Oklahomie w miejscowości Tulsa. Jego muzyka jest bardzo rytmiczna, wyrażona prostymi środkami.

## Dyskografia
- 1972: Naturally
- 1973: Really
- 1974: Okie
- 1976: Troubadour
- 1979: 5
- 1981: Shades
- 1982: Grasshopper
- 1983: #8
- 1984: Special Edition
- 1990: Travel-Log
- 1992: Number 10
- 1994: Closer to You
- 1996: Guitar Man
- 1997: Anyway the Wind Blows
- 1998: The Very Best of J.J. Cale
- 2000: Universal Masters Collection
- 2001: Live
- 2004: To Tulsa and Back
- 2006: The Road to Escondido
- 2007: Rewind
- 2009: Roll On
- 2019: Stay Around